# Richard Wagner
Wilhelm Richard Wagner (Leipzig, 22 de maio de 1813 — Veneza, 13 de fevereiro de 1883) foi um maestro, compositor, diretor de teatro e ensaísta alemão, primeiramente conhecido por suas óperas (ou "dramas musicais", como ele posteriormente chamou). As composições de Wagner, particularmente essas do fim do período, são notáveis por suas texturas complexas, harmonias ricas e orquestração, e o elaborado uso de Leitmotiv: temas musicais associados com caráter individual, lugares, ideias ou outros elementos. Por não gostar da maioria das outras óperas de compositores, Wagner escreveu simultaneamente a música e libreto, para todos os seus trabalhos.
Inicialmente estabeleceu sua reputação como um compositor de trabalhos como Der fliegende Holländer e Tannhäuser, transformando assim as tradições românticas de Carl Maria von Weber e Giacomo Meyerbeer em um pensamento operístico de seu conceito de Gesamtkunstwerk. Isso permitiu atingir a síntese de todas as artes poéticas, visuais, musicais e dramáticas e foi anunciada uma série de ensaios entre 1849 e 1852. Wagner percebeu esse conceito mais plenamente na primeira parte do monumental ciclo de quatro partes da ópera Der Ring des Nibelungen. Entretanto, seus pensamentos sobre a importância da música e drama mudaram novamente e ele reintroduziu algumas formas tradicionais da ópera em seu último estágio de trabalhos, incluindo Die Meistersinger von Nürnberg.
Wagner foi o pioneiro em avanços da linguagem musical, tais como o cromatismo extremo e a rápida mudança dos centros tonais, que muito influenciou no desenvolvimento da música erudita europeia. Sua ópera Tristan und Isolde é algumas vezes descrita como um marco do início da música moderna. A influência de Wagner vai além da música, é também sentida na filosofia, literatura, artes visuais e teatro. Ele teve sua própria casa de ópera, o Bayreuth Festspielhaus. Foi nessa casa que Ring e Parsifal tiveram suas premières mundiais e onde suas obras mais importantes continuam a ser produzidas até hoje, em um festival anual dirigido por seus descendentes. Sua extensa obra sobre música, drama e política tem atraído extensos comentários, em recentes décadas, especialmente onde existe o conteúdo antissemita.
Wagner conquistou tudo isso, apesar de viver até suas últimas décadas em exílio político, amores turbulentos, pobreza e fuga de seus credores. O impacto de suas ideias pode ser sentido em muitas artes do longo de todo o século XX.

## Biografia

### Infância e juventude

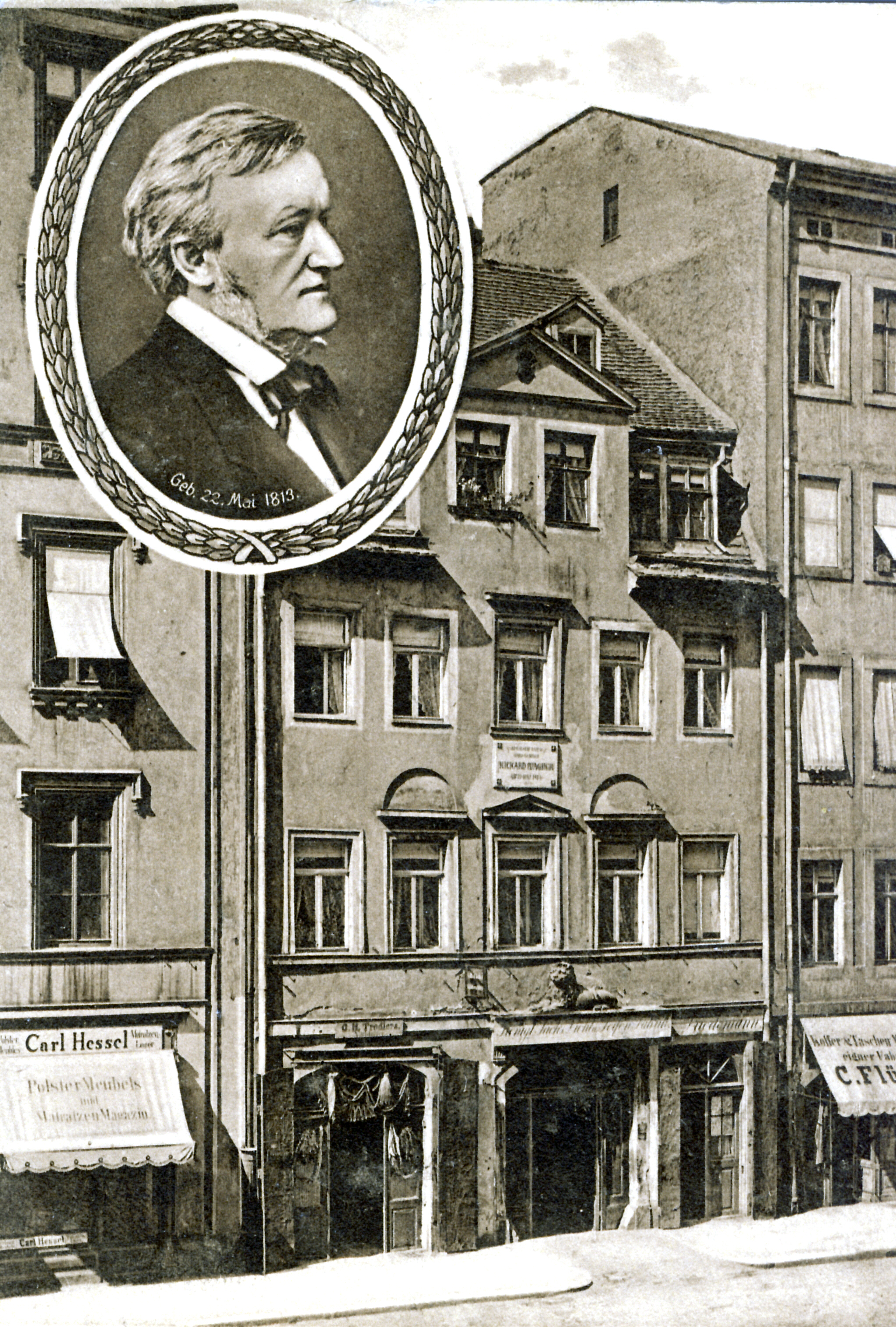
Casa onde nasceu Richard Wagner.

Richard Wagner nasceu na casa nº 3 em um quarteirão judeu de Leipzig (em português tradicionalmente chamada Lípsia, cidade onde já haviam vivido diversos outros artistas de renome, como Johann Sebastian Bach, Robert Schumann, Felix Mendelssohn e Johann Wolfgang von Goethe), dia 22 de maio de 1813, a nona criança de Carl Friedrich Wagner, que foi um funcionário da polícia de Leipzig e de sua esposa Johanna Rosine (née Paetz), a filha de um padeiro. Há dúvidas se eles eram realmente casados, pois a certidão de casamento nunca foi encontrada. Seu pai morreu seis meses após o nascimento de Richard, dia 23 de novembro, durante uma epidemia de febre tifóide. Após a morte de seu pai, sua mãe começou a viver com o ator e dramaturgo Ludwig Geyer, que tinha sido um grande amigo do pai de Richard. Johanna casou-se com Geyer, em 28 de agosto de 1814 e mudou-se com sua família para sua residência em Dresden. Até completar quatorze anos, Wagner foi conhecido como William Richard Geyer. Ele quase, certamente, suspeitou que Geyer fosse seu pai biológico.
O pequeno Richard foi criado num ambiente artístico, mas não musical. Seus dois "pais" eram atores amadores; Geyer também era pintor e dramaturgo, e escreveu uma peça, Der bethlehemitische Kindermord (O Massacre dos Inocentes) que foi encenada com sucesso em 1821. Duas irmãs mais velhas de Wagner eram atrizes, Rosalie e Luise, e uma outra tornou-se cantora de ópera, Klara, tendo estreado em 1824 em La Cenerentola de Gioachino Rossini. Seu tio Adolf era o intelectual da família, e na biblioteca dele Wagner adquiriu bastante cultura. Ele passou um tempo com o tio enquanto seu padrasto sofria de tuberculose. O amor de Geyer pelo teatro foi compartilhado com seu enteado, e Wagner tomou parte em suas performances. Tudo que dizia respeito a teatro enfeitiçava o jovem Wagner, que se sentia transportado da enfadonha realidade e da rotina de vida diária para um mundo de ilusão, mistério e fantasia intoxicante. Para esse garoto cheio de imaginação parecia haver algo de mágico até nos vestiários e armários de apetrechos cênicos. Foi aí também que um lado fortemente erótico da natureza dele foi despertado. O conteúdo dos guarda-roupas de suas irmãs atrizes "exercia uma sedução subtil, um tal charme sobre minha imaginação, que meu coração batia loucamente quando eu tocava um daqueles vestidos", segundo Wagner contaria mais tarde em sua autobiografia, Mein Leben. Em sua autobiografia, Wagner também se lembrou de uma vez em que participou de um teatro, fazendo o papel de um anjo. O garoto Wagner ficou também impressionado por elementos góticos de Der Freischütz de Carl Maria von Weber. No fim de 1820, Wagner foi matriculado na escola Pastor Wetzel em Possendorf, perto de Dresden, onde ele recebeu algumas instruções de piano de seu professor de latim.
Geyer faleceu em 1821, quando Richard tinha apenas oito anos de idade. Antes de morrer em 30 de novembro de 1821, Geyer já havia notado o talento musical de Wagner, ao ouvi-lo tocar no piano da casa. No entanto, é de se notar quão fragmentários, dispersos e desorientados foram seus estudos musicais nesses primeiros anos. Em 1822, Wagner entra em uma escola religiosa de Dresden. Sob influência de Johann Wolfgang von Goethe e de William Shakespeare, nessa época escreveu a tragédia Leubald und Adelaide, com o nome Richard Geyer. Em 1825, Wagner começou a ter lições de piano com um tal de Humann. No ano seguinte, a família Geyer o deixa estudando em Dresden e muda-se para Praga. Ainda em 1826, Wagner traduziu doze volumes da Odisseia a partir do grego antigo. Em 1827, ele e a família retornaram para Leipzig, onde havia uma excelente orquestra, a Gewandhaus. Foi ali que ele começou a se nomear Richard Wagner, e onde entrou em contato pela primeira vez com a música de Ludwig van Beethoven. A Sétima Sinfonia teve sobre ele um efeito e influência indescritíveis. Em 1829 ele ouviu a soprano dramático, Wilhelmine Schröder-Devrient no Fidelio; ela havia sido admirada nesse papel pelo próprio Beethoven. A fascinação que Wagner sentiu por ela chegou às raias da obsessão. Segundo Wagner, ela era "uma artista como eu nunca vi igual sobre o palco". Ele mandou a ela uma carta fervente de admiração, dizendo que se o mundo ainda ouvisse falar dele, seria graças a ela. Devrient se tornou seu ideal da fusão de teatro e música na ópera.

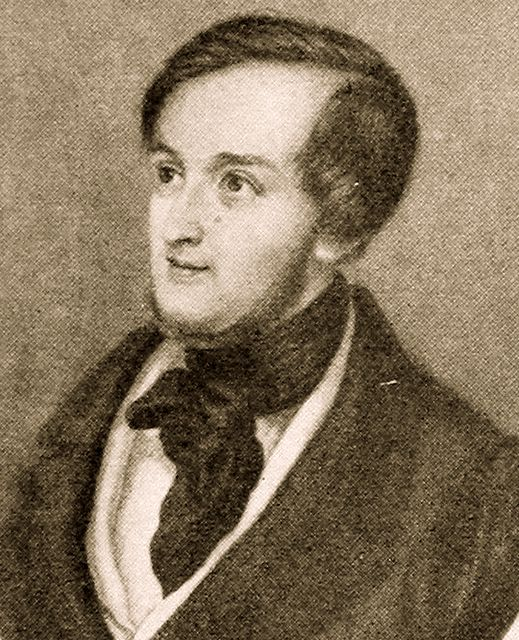
O jovem Wagner.

Em 1828, Wagner começou a estudar harmonia com Christian Gottlieb Müller, músico da Gewandhaus. A partir de 1830, os estudos musicais de Wagner prosseguiram tomando lições de violino com Robert Sipp, também músico da Gewandhaus, e contraponto, fuga e os princípios da forma de sonata com Christian Theodor Weinlig, Cantor da Igreja de São Tomás de Leipzig, uma venerável instituição musical que já existia desde a época de Bach. Antes de completar dezenove anos, Wagner já tinha composto duas sonatas para piano (em ré menor e fá menor), um quarteto de cordas em ré maior, uma ária para soprano, duas aberturas. Em 1831, ele inicia os estudos na Universidade de Leipzig, encorajado por sua mãe. No ano seguinte, compôs uma sinfonia em dó maior, executada no mesmo ano pela orquestra da Gewandhaus, bem recebida. No mesmo ano Wagner começou a compor uma ópera, Die Hochzeit (As Bodas), baseada numa lenda medieval, mas como sua irmã Rosalie não gostou do libreto, Wagner destruiu o trabalho, restando apenas umas poucas páginas de música.
A primeira ópera completa de Wagner, Die Feen (As Fadas) foi completada em janeiro de 1834, mas só estreou em 1888, depois da morte do compositor. O procedimento de trabalho foi o mesmo que Wagner adotou no restante de sua carreira: um libreto em prosa, que depois era versificado, e pôr fim a partitura musical. O libreto era do próprio Wagner, baseado em La donna serpente de Carlo Gozzi, que seu tio Adolf tinha traduzido para o alemão. Nessa época, Wagner entrou em contato com a música de Bellini, que ele passou a idolatrar como um verdadeiro deus da ópera. Wagner simplesmente adorava a Norma, I Capuleti e i Montecchi, e outros frutos da musa de Bellini. Também nessa época, o compositor torna-se amigo do novelista alemão Heinrich Laube. Num artigo de junho que ele escreveu para o Neue Zeitschrift für Musik, um jornal de Leipzig pertencente a Laube, ele chega mesmo a atacar a ópera alemã, com suas árias laboriosas, insossas e sem paixão, enquanto as italianas são melodiosas, bem adequadas à voz, e agradáveis de se ouvir. Esse jornal foi o primeiro espaço aberto para os ensaios escritos por Wagner.
Em 1834 ofereceram a Wagner o cargo de regente no teatro de Magdeburgo. Durante a entrevista com o diretor do teatro na qual conseguiu este emprego, Wagner foi informado de que sua primeira tarefa seria reger Don Giovanni no próximo domingo. Provavelmente não haveria tempo para nenhum ensaio. Assim, Wagner estreou como regente, função na qual sua atuação sempre foi muito louvada. A paixão arrebatadora, o vigor e a energia com que ele regia, por exemplo, a Sétima Sinfonia de Beethoven conquistaram o púbico e a crítica. Quanto à Nona, desde a estreia daquela obra em 1824, ela tinha caído no esquecimento, considerada em toda parte como inexecutável. Foi Wagner quem deu nova vida àquela obra prima do mestre de Bona.
A composição de Das Liebesverbot (Amor Proibido), segunda ópera de Wagner, ocupou o mestre durante todo o ano de 1835, tendo o libreto sido escrito pelo próprio Wagner no ano anterior. Ele sempre escreveu os libretos de suas próprias óperas, o que o torna uma exceção na história do drama musical, mas ele era egocêntrico demais, e sua concepção artística abrangente demais para que ele pudesse confiar essa tarefa a outra pessoa, embora ele mesmo não se considerasse um grande poeta. Ainda em 1835, morre seu tio Adolf.
A primeira ópera de Wagner apresentada ao grande público, Das Liebesverbot estreou na condução do próprio autor a 29 de março de 1836 e foi um fracasso de proporções colossais, que abriu um rombo gigantesco nas já combalidas finanças do compositor. Wagner vivia endividado, e vários fatores contribuíam para isso. Ele tinha o vício do jogo, um apetite insaciável pelas coisas luxuosas, os móveis em estilo requintado, as roupas finas e os perfumes. Ele dava festas suntuosas para seus amigos e era um grande esbanjador. Wagner viveu sempre assim, pedindo dinheiro emprestado e fugindo dos seus credores, até que ele conheceu Luís II, rei da Baviera, que foi quem o salvou dos apuros financeiros.

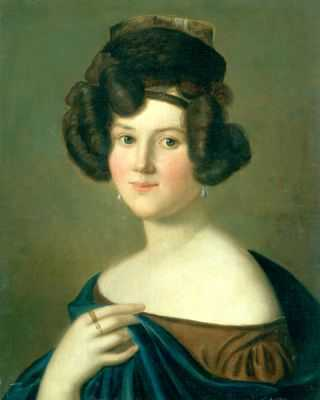
Retrato de Minna Planer, primeira esposa do compositor (1835).

A 24 de novembro de 1836, Wagner se casou com Christine Wilhelmine "Minna" Planer, uma atriz filha de um mecânico que ele conhecera em Magdeburgo dois anos antes. Esse casamento não foi feliz. O temperamento doméstico e burguês de Minna e seu baixo nível de cultura faziam dela uma companheira inadequada para o gênio extravagante e inquieto que era Richard Wagner.
Em fins de 1836 os débitos de Wagner tinham se acumulado a tal ponto que ele corria o risco de ir parar na prisão por dívidas. Seus credores estavam espalhados por toda a Alemanha, e a única solução que ele teve foi fugir do país. Através de um amigo, Louis Schendelmeisser, que conhecia o diretor do teatro de Riga, na Letônia, Karl von Holtei, Wagner conseguiu ser nomeado regente do teatro daquela cidade, onde vivia uma considerável colônia de alemães. E foi para lá que ele partiu, chegando nessa cidade portuária do mar Báltico no começo de setembro de 1837.

### Riga 1837-1839
Em Riga, Wagner teve sérios conflitos com o diretor da ópera, Karl von Holtei. Uma das razões foi a escolha do repertório, mas houve também desavenças pessoais. Circulavam rumores na cidade a respeito da homossexualidade de Holtei, e para calar esses rumores, ele fingia se interessar por várias damas da companhia. Wagner tinha persuadido Minna a abandonar a carreira teatral, e ficou irritado com as tentativas persistentes de Holtei de atraí-la de volta para o teatro. Quando Wagner soube que Holtei estava visitando Minna em sua ausência, e que ele a havia apresentado a um bonito rapaz, um comerciante local, as relações entre o regente e o diretor se tornaram abertamente hostis. No final de 1838 a companhia deveria se apresentar em Mitau. Wagner pegou um resfriado muito forte, mas mesmo assim Holtei insistiu para que ele viajasse junto com os outros. O teatro no qual Wagner teve que trabalhar em Mitau era gelado, e o que era um simples resfriado se transformou numa febre tifóide, que pôs em risco a vida do compositor.
Quando a companhia regressou a Riga, Holtei foi forçado a abandonar a cidade, pois os rumores suscitados pela sua escandalosa reputação atingiram um ponto de saturação. Um novo diretor foi nomeado, mas a direção do teatro também decidiu despedir Wagner, por considerá-lo um sério risco, já que ele poderia ser preso por dívidas a qualquer momento. A situação tornou-se insustentável para Wagner, que praticamente teve que fugir de Riga para escapar dos seus credores. Ele não tinha sequer um passaporte, que lhe havia sido negado pelas autoridades a mando dos credores justamente para prevenir tal fuga.

### Paris 1839-1842

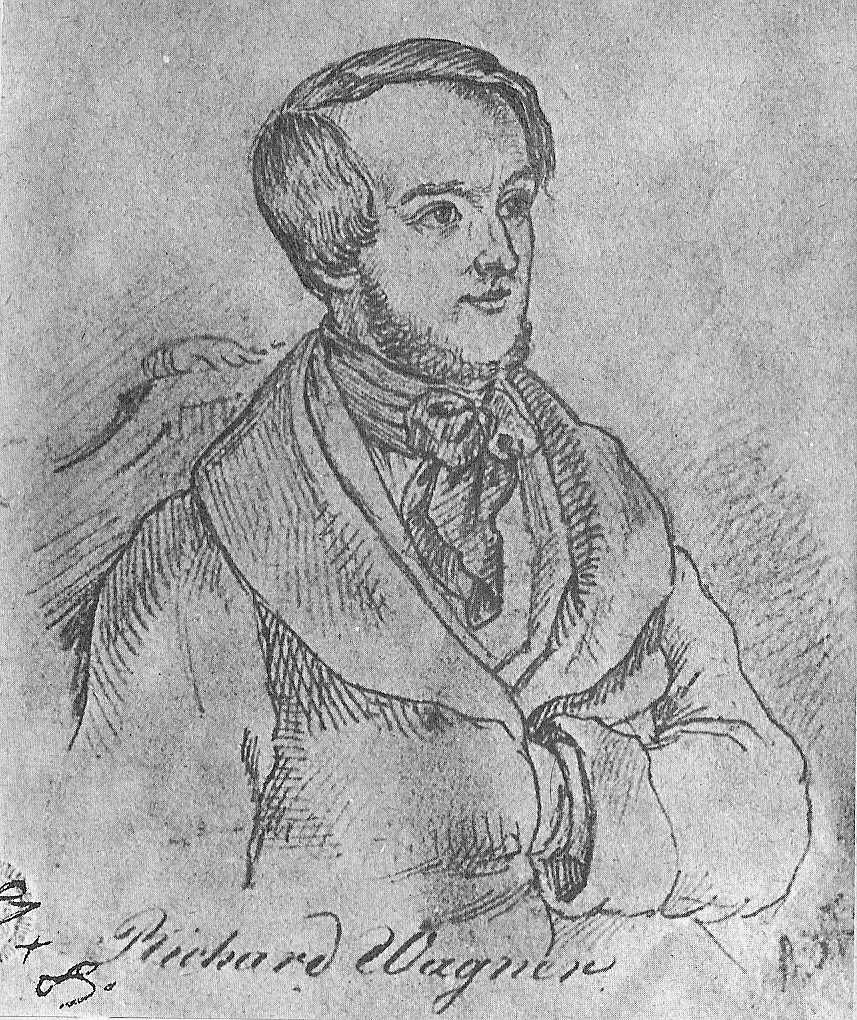
Wagner em Paris, 1842. Desenho por Ernst B. Kietz.

Indo por mar até Londres, Wagner seguiu para Paris, onde foi tentar a sorte. Mas a cidade estava dominada naquela época por uma figura gigantesca: o compositor judeu-alemão Giacomo Meyerbeer. Além de ser grande compositor, Meyerbeer era também um astuto homem de negócios. Com seus espetáculos grandiosos e calculados exatamente para satisfazer o gosto do público, ele mantinha o monopólio da bilheteria da Ópera de Paris.
As tentativas de Wagner de encenar Das Liebesverbot em Paris fracassaram, e suas dívidas se acumularam, culminando na sua prisão por dívidas em outubro de 1840. Foi na prisão que Wagner terminou a partitura da sua terceira ópera, Rienzi, que ele começara em Riga. Assim que saiu da prisão, porém, Wagner já tinha na cabeça a ideia de uma outra ópera, Le Vaisseau Fantôme (O Navio Fantasma), e começou a compô-la imediatamente. Uma das primeiras inspirações foi a própria viagem até Paris, em que, em certo momento, o compositor embarcou num velho navio, enfrentando uma terrível tempestade. A situação fez Wagner lembrar da lenda do "Holandês Maldito". A partitura ficou pronta a 19 de novembro de 1841.
Nos últimos meses em Paris, Wagner conseguiu ganhar algum dinheiro fazendo arranjos de partituras de óperas de Donizetti para canto e piano. Essa estada de Wagner na capital francesa não foi um desastre total. Ele foi apresentado a Liszt, a Berlioz, e a Meyerbeer. A reação do famoso mestre em relação ao jovem compositor não foi hostil. Meyerbeer fez tudo que pode para ajudar Wagner, escrevendo cartas de recomendação a vários teatros da Alemanha. Em março de 1841, Meyerbeer escreveu o seguinte ao diretor da ópera de Dresden, numa carta complementar à partitura completa de Rienzi que Wagner mandara ao mesmo diretorː
| “ | Herr Richard Wagner de Leipzig é um jovem compositor que tem não somente uma sólida educação musical mas também muita imaginação; além disso ele tem uma ampla cultura literária e sua situação merece a simpatia de seu país natal em todos esses aspectos. Seu grande desejo é ter sua ópera "Rienzi" representada em Dresden. Eu achei algumas partes que ele tocou para mim dessa obra cheias de imaginação e considerável efeito dramático. | ” |

Wagner escreveu a ele em agradecimento:
| “ | Que Deus lhe dê alegria em todos os dias de sua linda vida e preserve seus olhos de todo pesar é a prece sincera de seu mui devotado discípulo e servidor, Richard Wagner. | ” |

Em abril de 1842, ele e sua esposa deixaram Paris, levando consigo toda sua música e os ainda inacabados manuscritos de Le Vaisseau Fantôme.

### A vida em Dresden
Graças à influência de Meyerbeer, Wagner conseguiu estrear Rienzi no Teatro da Corte de Dresden a 20 de outubro de 1842 com grande sucesso, e logo depois foi nomeado Kapellmeister ou diretor artístico e regente do mesmo teatro. Ou seja, uma espécie de "rei" da vida musical na cidade. O cargo era vitalício e o salário muito bom. Em 2 de janeiro do ano seguinte é estreado Der fliegende Hollände (o agora acabado Le Vaisseau Fantôme). Também em Dresden estreou mais uma ópera de Wagner, Tannhäuser em 19 de outubro de 1845, com pouco sucesso. A obra havia sido completamente escrita na cidade, e terminada em 13 de abril.
Numa ida para Berlin encontrou Mendelssohn. Nessa época também visitou Albert, um de seus irmãos, cuja filha Johanna desempenhou o papel de Elisabeth em Tannhauser.
Nessa época, o compositor se interessa cada vez mais pelo drama grego, em particular pela trilogia Oresteia de Ésquilo. Para a criação de Lohengrin o autor leu os clássicos gregos. Ele começou a associar a qualidade dos dramas com os mitos dos povos, e considerou que poderia realizar o mesmo processo em relação às lendas germânicas assim como os gregos. Wagner descobriu a obra de Jacob Grimm, e passou a estudar épicos alemães e a mitologia nórdica. Um de seus escritores favoritos era o poeta Wolfram von Eschenbach, cuja obra Parzival serviu de inspiração para duas de suas obras, Lohengrin e Parsifal. A primeira teve seu libreto terminado em novembro de 1845, e a obra foi completada em 28 de abril de 1848. Nessa obra, Wagner desenvolve o conceito da "melodia contínua".

### Atividades revolucionárias
Se quisesse, em Dresden Wagner poderia levar uma vida tranquila e livre de preocupações financeiras, totalmente dedicado à sua arte. E seria isso que teria acontecido se ele não tivesse se metido em política. Tudo começou quando Wagner tentou introduzir uma série de reformas na orquestra do teatro, cujo principal objetivo era melhorar o desempenho dos músicos a um nível que lhe satisfizesse. Os salários eram baixos, e os músicos forçados a trabalhar demais, com prejuízo à saúde e queda no nível de qualidade. Uma das primeiras coisas que Wagner notou foi a discrepância enorme entre os salários irrisórios dos músicos da orquestra e as somas exorbitantes angariadas por certos cantores solistas com muito menos talento musical; essa anomalia ele estava disposto a corrigir. Músicos velhos deveriam ser aposentados, e instrumentos velhos substituídos por outros novos. O sistema de promoção deveria ser baseado no talento musical, não no tempo de serviço. Ao insistir nessas reformas, Wagner passou a ser muito malvisto pelos seus superiores.
Em fevereiro de 1848, no mesmo mês em que Marx e Engels publicaram o Manifesto do Partido Comunista, estourou na França a revolução que depôs Luís Filipe, o rei burguês. Aos gritos de liberté, l'égalité ou la mort, sublevações estouraram por toda a Europa contra as monarquias absolutas. Na Itália e na Alemanha alguns dos revoltosos tinham por objetivo a unificação dos respectivos países. Wagner também ficou entusiasmado pelos ideais revolucionários. De repente, a música passou para segundo plano nas suas preocupações imediatas e a política para o primeiro. No mesmo ano, o militante anarquista russo Mikhail Bakunin se refugiou em Dresden, e ele e Wagner se uniram em estreita amizade. Somente numa sociedade alemã totalmente transformada Wagner podia ver a possibilidade de realização dos seus ideais. Os ideais de Wagner nessa época eram fortemente anarquistas, e ele odiava a pomposidade e a perversidade da corte de Dresden. Ele sonhava com a criação de uma nova sociedade alemã, na qual o Volk encontraria expressão numa nova cultura alemã. Movido por esses ideais, Wagner entrou para o Vaterlandsverein, um partido político fundado em março de 1848 para lutar pelo estabelecimento da democracia. Lá, Wagner, Bakunin e outros revolucionários discutiam revolução, republicanismo, socialismo, comunismo e anarquismo.
Sua mãe faleceu em 9 de janeiro de 1848. Em junho, Wagner juntou-se à Guarda Comunal Revolucionária e publicou dois poemas revolucionários e um artigo. O primeiro desses poemas, Gruss aus Sachsen an die Wiener (Saudações Saxãs aos Vienenses) parabenizava os austríacos por terem forçado seu imperador a fugir, e incitava os saxões a seguirem o exemplo. O segundo, Die alte Kampf ist's gegen Osten (A Velha Luta é contra o Leste) conclamava a uma cruzada contra a Rússia reacionária. No artigo intitulado "Que relação existe entre a empreitada republicana e a monarquia?", Wagner descreve a nova utopia saxônica que surgiria após a queda da monarquia, com sufrágio universal, um exército do povo, congresso unicameral e uma nova economia burguesa.
A 8 de maio de 1849 Wagner publicou um artigo anônimo no Volksblätter intitulado "A Revolução". Era um texto altamente inflamatório, glorificando a deusa Revolução. Apesar de anônimo, ninguém parecia ter dúvidas a respeito da autoria.
A 1 de abril Wagner regeu uma apresentação pública da Nona Sinfonia de Beethoven. No final da apresentação Bakunin se levantou do meio da plateia, apertou a mão de Wagner e disse bem alto para que todos ouvissem que, se toda música que já foi escrita fosse se perder na conflagração mundial que estava para acontecer, esta sinfonia pelo menos teria que ser salva.
A 3 de maio de 1849 o rei da Saxônia recusou as exigências dos democratas e ordenou que a Guarda Comunal se dissolvesse. Numa reunião extremamente exaltada que se seguiu na mesma tarde, os membros do Vaterladsverein decidiram oferecer resistência armada às autoridades, que contou com a participação de Wagner. Ele correu à casa do tenor Tichatschek e persuadiu a aturdida esposa do tenor a entregar as armas que seu marido guardava em casa; a seguir foi inspecionar as barricadas. Tropas prussianas estavam a caminho da cidade, a fim de esmagar a revolução. Wagner tomou posse das impressoras do Volksblätter e mandou imprimir panfletos revolucionários, ao mesmo tempo que mandava seu amigo Semper inspecionar as barricadas e mandava comprar granadas. Wagner passou a sexta-feira 4 de maio junto com Bakunin. No dia seguinte as primeiras tropas prussianas entraram em Dresden, e havia lutas pela cidade toda. Wagner subiu à torre da Kreuzkirche, que era utilizada pelos rebeldes como um excelente ponto de observação. De lá, ele lançou mensagens atadas a pedras a Heubner e Bakunin sobre os movimentos das tropas inimigas. Wagner passou a noite na torre, sob bombardeio contínuo das tropas prussianas. No dia seguinte ele escapou, foi até sua casa e fugiu com Minna para a cidade de Chemnitz (depois Karl-Marx-Stadt), para deixá-la em lugar seguro; mas para horror dela, ele resolveu voltar para o centro da revolta. Em Dresden havia lutas casa a casa, e na prefeitura ocupada pelos rebeldes, os homens estavam desanimados e exaustos após seis noites sem dormir. Wagner foi despachado para Freiberg para chamar reforços. Mas antes que Wagner pudesse retornar a Dresden com reforços de tropas a revolução já tinha sido esmagada.
Wagner juntou-se a Heubner e Bakunin a caminho de Freiberg e sugeriu que eles montassem um governo provisório em Chemnitz. Naquela noite, Wagner e Bakunin dormiram no mesmo sofá. Quando Wagner acordou, Bakunin e Heubner tinham fugido. Wagner correu para onde estava Minna, e os dois rapidamente abandonaram o país.

### Exílio 1849-1860
Os líderes da revolta, Bakunin, Otto Leonhardt Heubner e August Röckel foram condenados à morte (mais tarde as sentenças foram comutadas em prisão perpétua), e se Wagner ousasse pôr os pés em qualquer território alemão teria o mesmo destino, já que os monarcas absolutistas estavam todos unidos contra ele. Wagner se viu então obrigado a passar onze anos fora da Alemanha. Foi um exílio amargo para o compositor. Ele não gostava de Londres, de Paris nem da Suíça, falava mal o francês e achava duro suportar a vida fora da Alemanha.
A rota de fuga passava por Weimar, onde Liszt acolheu Wagner e Minna por alguns dias. Liszt deu algum dinheiro a Wagner e aconselhou que ele fosse para Paris, enquanto Minna ficaria com Liszt. Wagner despediu-se então com grande emoção da esposa e do amigo e seguiu às pressas para a capital francesa, seguindo uma rota sugerida por Liszt que passava pela Suíça e era menos provável que fosse vigiada pela polícia.
Um dia em Paris Wagner entrou na loja Schlesinger de partituras e instrumentos musicais e viu que Meyerbeer estava lá. Ao ouvir a voz de Wagner, Meyerbeer se escondeu atrás de uma cortina, mas Wagner o puxou de lá. Meyerbeer, bastante embaraçado, não queria conversar nem ser visto na companhia do notório revolucionário fugitivo, o que é bastante compreensível; afinal de contas, Meyerbeer era na época Oficial da Corte Real da Prússia.
Após essa curta estada em Paris, Wagner seguiu para a Suíça, onde passaria a maior parte dos seus anos de exílio, principalmente em Zurique. Sua esposa juntou-se a ele meses mais tarde. Apesar de exilado, as óperas de Wagner continuavam sendo representadas na Alemanha e continuavam lhe rendendo dinheiro, o que não impedia que o compositor continuasse cheio de dívidas, devido aos seus hábitos perdulários.
Minna estava cada vez mais rabugenta. Apenas seis meses depois de casados eles já haviam se separado e pensado em se divorciar. Depois se reuniram de novo, mas as brigas, separações e reuniões continuaram. Ela não aprovava de maneira nenhuma o comportamento do marido, e nunca o perdoou pelo seu envolvimento na revolução de Dresden, que destruíra para sempre os seus sonhos de uma vida segura como a esposa de um Kapellmeister. Em outubro de 1848, já iniciara o trabalho na gigantesca saga O Anel do Nibelungo, um trabalho hercúleo cuja criação poética e composição musical consumiriam ao todo 26 anos da vida do compositor.

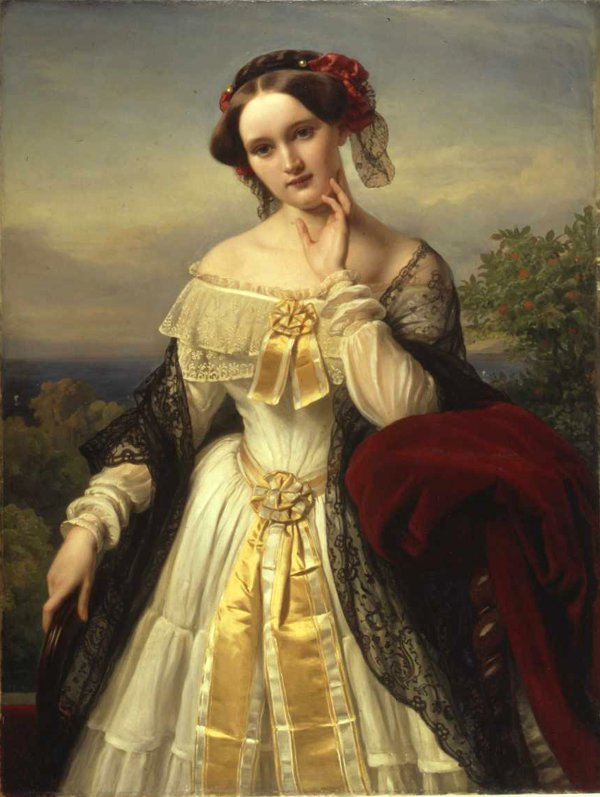
Pintura de Mathilde, a jovem e bela esposa de Otto Wesendonck (1850).

Em outubro de 1850 Otto Wesendonck, um rico empresário, parceiro numa firma de seda de Nova Iorque, chegou a Zurique com sua jovem esposa Mathilde. Wagner conheceu o casal, e se encantou com a jovem e bela Mathilde, sua sensibilidade poética e gosto pela música. Otto também era um homem de grande cultura e refinamento, e passou a ajudar Wagner de muitas maneiras, inclusive financeiramente. Iniciou-se uma abundante troca de correspondência entre Wagner e os Wesendoncks. No mesmo ano são publicados os artigos Die Kunst und die Revolution em fevereiro e Das Judentum in der Musik em setembro. Já no início do ano seguinte é publicado o artigo Oper und Drama, em que o compositor define a ópera como uma globalidade, e não somente música e teatro.
Em 1857 os Wesendoncks construíram uma mansão próxima ao lago de Zurique, num lugar chamado "Montanha Verde". Em seus magníficos jardins foi construída uma segunda casa, que Mathilde batizou de Asyl (refúgio), que seria segundo ela "um verdadeiro refúgio de paz e amizade"; Otto propôs que Wagner fosse morar lá junto com Minna. Wagner aceitou o convite, agradecido; há muito tempo que ele estava à procura de um lugar isolado e calmo onde ele pudesse compor em paz. Minna cuidaria da casa, e a perspectiva de viver a poucos metros de distância da sua Musa encantava Wagner. Quanto à relação que existia entre Wagner e Mathilde, Otto sabia de tudo e não se importava. Só Minna não sabia de nada.
Entre novembro de 1857 e 1 de maio de 1858 Wagner compôs cinco canções para voz e piano sobre poemas de autoria de Mathilde, chamadas de Wesendonck Lieder, que foram orquestradas mais tarde. A paixão entre eles é clara no texto dessas canções. Nessa mesma época, Wagner interrompeu a composição de Siegfried (Das Rheingold e Die Walküre já haviam sido compostas) e começou a compor Tristan und Isolde. Wagner não voltaria a trabalhar no Anel por sete anos.
Todas as noites no Asyl havia serões filosófico-literário-musicais nos quais se discutia interminavelmente Schopenhauer, budismo, abstrações intelectuais e as bases filosóficas da arte. Minna também era convidada, mas era praticamente ignorada. Minna se sentia humilhada e insultada por essa mulher brilhante e atraente que toda manhã vinha conversar com seu marido, dirigindo a ela quando muito uma ou outra frase condescendente. Minna estava ciente de que sua própria beleza estava se esmaecendo, e tomava ópio e outras drogas para aliviar os sintomas de um mal cardíaco que a acometia. Wagner via sua relação com Mathilde como uma espécie de comunhão espiritual entre duas almas gêmeas que se entendiam perfeitamente e compartilhavam os mesmos ideais de arte e cultura.

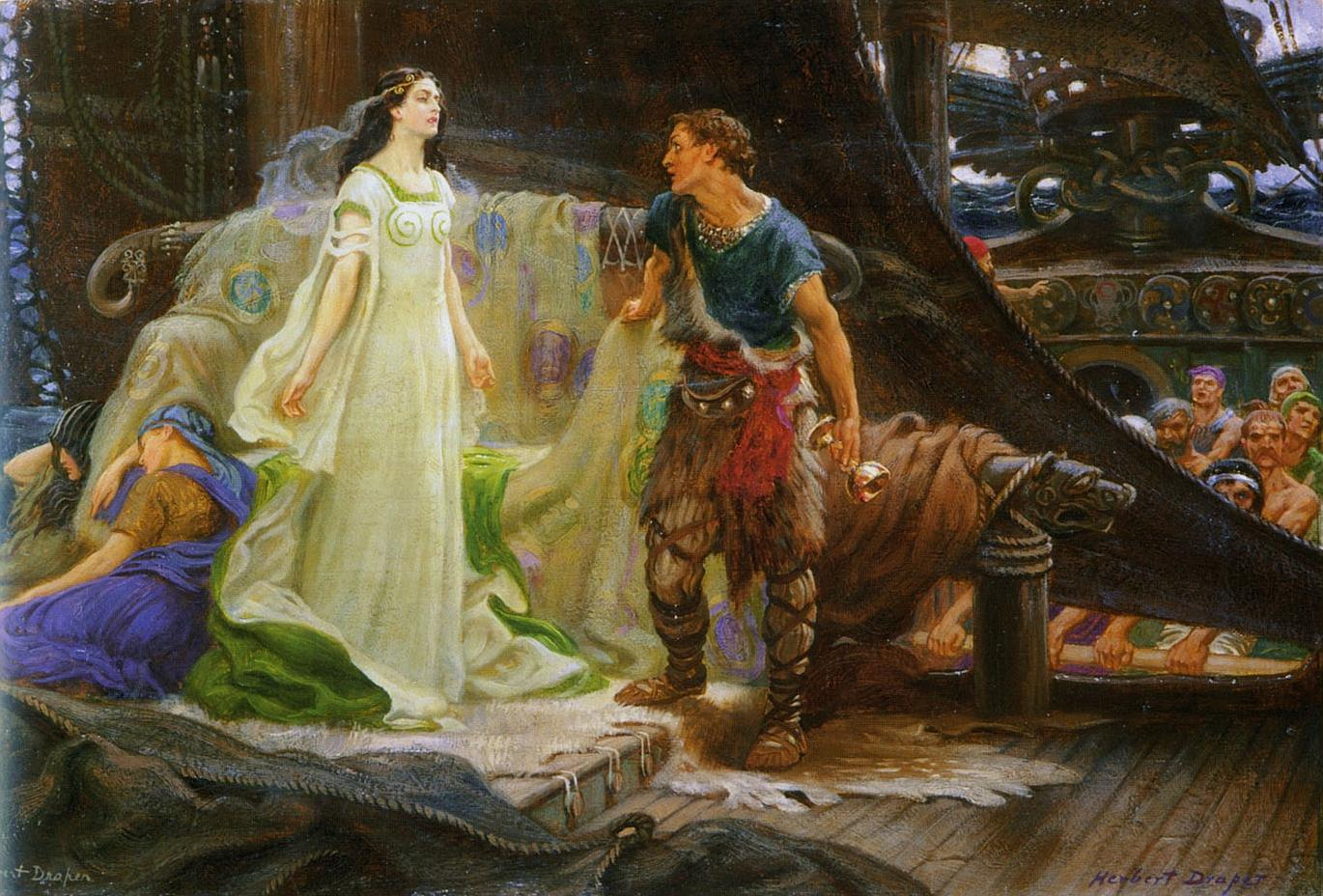
Entre 1857 e 1858, Wagner interrompeu a composição de Siegfried e começou a compor Tristan und Isolde. Na imagem, o casal na concepção de Herbert Draper (1863–1920).

Uma certa manhã de abril de 1858, Minna viu um empregado sair de sua casa carregando uns rolos de papel. Ela o deteve e examinou o que ele estava carregando. Havia papel de música escrita por Wagner, o esboço do prelúdio de Tristão e Isolda e, junto com este, uma carta de amor de Wagner a Mathilde. Aquilo que Minna já suspeitava agora estava confirmado. Ela entrou intempestivamente no quarto onde estava Wagner e esfregou a carta na cara dele. Ele pediu a ela que se acalmasse e não fizesse escândalo. A seguir, Minna foi ter com Mathilde e, proferindo impropérios, esfregou a carta na cara dela também. O escândalo foi tão grande que Wagner e Minna foram obrigados a deixar o Asyl. Enquanto ela voltou para a Saxônia, ele partiu para Veneza. Wagner e Minna se separaram, dessa vez em definitivo, e o divórcio veio logo depois. Minna nunca foi capaz de entender o seu marido; ela é o modelo de Fricka em Die Walküre.
De Veneza, Wagner foi expulso em março de 1859, voltando para Zurique, e estabelecendo-se em Lucerna. Em agosto ele terminou a partitura de Tristão e Isolda. No fim de ano, ele foi a Paris, passando vários meses naquela cidade, convidado pelo próprio imperador Napoleão III a montar Tannhäuser. Assim Wagner conseguiu pala primeira vez realizar seu sonho de montar uma ópera sua em Paris, mas o espetáculo terminou em tumulto, com vaias, apupos e manifestações de desapreço ao compositor alemão. Wagner atribuiu grande parte dessas agitações aos discípulos de Meyerbeer que, segundo ele, vieram estragar o seu espetáculo. O famoso ensaio de Wagner, Das Judentum in der Musik (O Judaísmo na Música) é em parte um ataque contra Meyerbeer.

### Luís II e Cosima

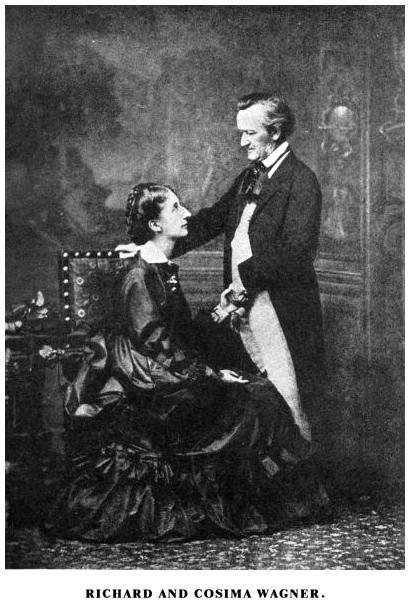
Richard e Cosima Wagner.

Em seus onze anos de exílio Wagner tentou várias vezes obter anistia junto ao rei João da Saxônia, mas em vão. Em 1860, finalmente, a anistia foi concedida, e Wagner pode entrar de novo em território alemão. No final de 1861 ele retoma a obra Die Meistersinger von Nürnberg, terminando o libreto no final de janeiro do ano seguinte. Entretanto, Wagner estava numa situação ruim, marcada por viagens e dívidas. Chegou a se esconder em Stuttgart entre março e abril de 1864.
Entretanto, em 10 de março, Luís II torna-se rei da Baviera com apenas dezenove anos de idade, com a morte de seu pai, o rei Maximiliano II. O novo rei era alto, forte e bonito; tinha gosto requintado, era grande apreciador das artes, e fervoroso admirador de Wagner e sua música. Uma das primeiras coisas que o rei fez assim que subiu ao trono foi mandar chamar Richard Wagner à sua corte, que foi recebido em 4 de maio.
Luís II era homossexual, mas a atração que ele sentia por Wagner era espiritual, não física. Era o gênio musical que ele admirava. Entretanto, livros, artigos e até mesmo filmes (como Ludwig de Visconti) têm aparecido aventando uma possível relação homossexual entre Wagner e Luís.
O rei assumiu todas as dívidas de Wagner e concedeu a ele uma pensão de quatro mil florins por ano, suficiente para viver luxuosamente. Wagner passou a residir então numa mansão chamada Villa Pellet, próxima à residência de verão do rei, Castelo de Berg, junto ao lago Starnberger (onde posteriormente Luís II morreu afogado). Todos os dias a carruagem real vinha buscar o compositor para levá-lo ao palácio, onde ele passava horas de puro arroubamento discutindo arte com o rei.
No verão de 1864 chegaram à Villa Pellet Hans von Bülow, o regente, pianista e grande amigo e admirador de Wagner, que havia regido várias de suas óperas, e sua esposa Cosima, a filha de Franz Liszt, que Wagner conhecera quando ela era ainda criança. O casal ficou hospedado na residência de Wagner e, pouquíssimo tempo mais tarde, Cosima estava grávida, mas não de Hans. O regente, bastante doente naquela época, pode não ter percebido muito bem o que estava acontecendo, mas quando ele se deu por si já era tarde demais. Sua esposa Cosima e Wagner estavam apaixonados. O pai de Cosima achou essa relação abominável e se deprimiu mais ainda quando Cosima lhe contou que queria se converter ao protestantismo para se casar com Wagner. Cosima conseguiu obter o divórcio de Bülow em 1870. Wagner recebera a notícia da morte de Minna em Dresden quatro anos antes. Wagner e Cosima se casaram a 25 de agosto de 1870.
Cosima revelou-se uma companheira muito mais compreensiva do que Minna. Ela era uma mulher refinadíssima, e não era para menos; afinal de contas, ela era filha de Franz Liszt. Mesmo as relações de Wagner com outras mulheres não a apoquentavam; ela conhecia a alma do marido, sabia do que ele precisava. Havia entre eles uma fidelidade profunda, os dois chegaram até mesmo a fazer um pacto: quando Wagner morresse, ela morreria junto com ele, "numa espécie de eutanásia", o que lembra o final de Tristão e Isolda. Lembra também o duplo suicídio de Hitler e Eva Braun no porão da chancelaria de Berlim em abril de 1945, ou Brünnhilde se jogando sobre a pira funerária de Siegfried.
Wagner não tivera nenhum filho com Minna, mas com Cosima ele teve três: Isolda, Eva e Siegfried.

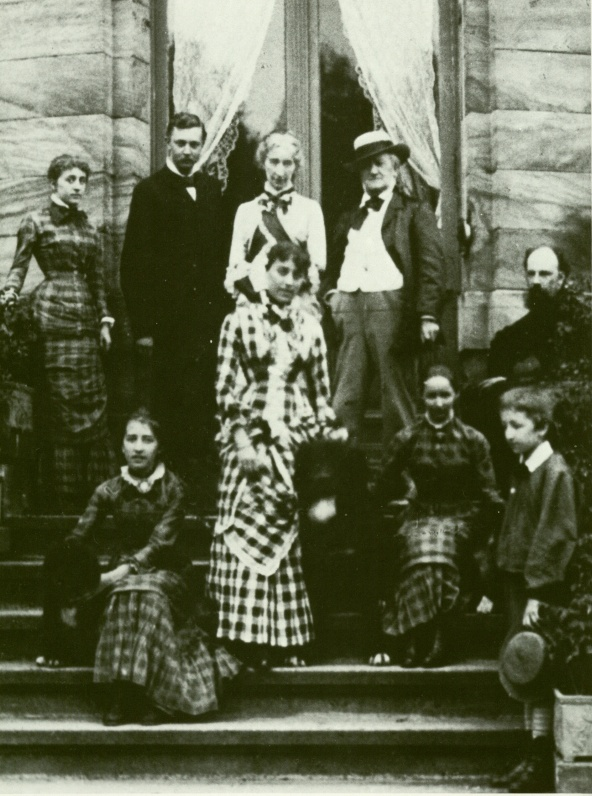
A família Wagner e amigos em 1881. Acima, da esquerda à direita: Blandine von Bülow, Heinrich von Stein (professor de Siegfried), Cosima e Richard Wagner e Paul von Joukowsky (amigo da família); abaixo, da esquerda à direita: Isolde, Daniela von Bülow, Eva e Siegfried.

Em 1865, as vultosas somas que o rei da Baviera estava gastando com Wagner, sem falar no controle que o compositor exercia sobre a política do reino através do seu amigo, causaram uma crise constitucional que pôs a perigo a coroa de Luís II. O rei não teve nenhuma solução senão banir Wagner da Baviera em 6 de dezembro. Com Cosima, Wagner foi então se estabelecer em Tribschen na Suíça, mas a generosa pensão de Luís II continuou a ser paga.
Wagner e Cosima estavam jantando tranquilamente na sua residência de Tribschen quando chegou uma carta de Luís, a 15 de maio de 1866. O rei estava disposto a renunciar ao trono e abandonar tudo para ir viver junto a Wagner. A situação era delicada. Com muito tato, Wagner e Cosima escreveram a ele dizendo que, se o rei cometesse essa loucura, Wagner perderia sua pensão, jogando a todos numa situação calamitosa. Wagner aconselhou a ele que fosse paciente, se dedicasse aos seus deveres para com a nação, e o deixasse criar suas obras em paz. A situação política era alarmante. Como parte dos planos de Bismarck para a unificação alemã, a Prússia estava prestes a declarar guerra à Áustria. A Baviera teria que escolher um dos lados nessa guerra. Escolheu o lado da Áustria, que foi derrotada. Mas Bismarck permitiu que Luís II conservasse a sua coroa.
Em 1868 Wagner travou amizade com Nietzsche, então professor de filologia em Basileia, que passou a frequentar assiduamente a sua casa de Tribschen. Os dois se encontraram no fim do ano em Leipzig. A relação com Nietzsche foi muito especial na vida de Wagner, já que Nietzsche era seu fiel admirador e via neste a possibilidade de uma cultura superior, de total afirmação à vida. No entanto, essa relação especial acabou em mútua desilusão, na medida em que Nietzsche passou a desacreditar a cultura como forma de emancipação e perseguir uma ética como estética da existência. Um dos pontos de desinteresse de Nietzsche pela obra do compositor eram os frequentes pontos em comum com a temática e as preocupações cristãs.
O ciclo do Anel do Nibelungo ainda não estava completo, mas a estreia de Das Rheingold se deu em Munique a 22 de setembro de 1869 sob o patrocínio de Luís II, contra a vontade de Wagner, que planejava guardar a estreia para o novo teatro que ele estava planejando construir em Bayreuth. No acordo que Wagner havia assinado com o rei da Baviera, contudo, Luís era proprietário de todas as partituras, com direito a encená-las onde bem entendesse.
A estreia de A Valquíria se deu no mesmo Teatro da Corte de Munique, a 26 de junho de 1870, também contra a vontade de Wagner, que não esteve presente nessa estreia nem na anterior. No auditório estavam presentes Liszt, Brahms, Saint-Saëns e o violinista Joseph Joachim. O país estava num clima de guerra, e o público adorou as donzelas guerreiras de Wagner. O público reagiu com aplausos e ovações ao grito de batalha de Brünnhilde, e às palavras de Wotan denn wo kühn Kräfte sich regen, da rat' ich offen zum Krieg ("Quando poderes audaciosos se enfrentam, eu geralmente aconselho a guerra"), o público todo se levantou e aplaudiu, transformando o espetáculo num verdadeiro espetáculo de chauvinismo germânico, para embaraço de alguns franceses presentes, entre eles Saint-Saëns.
A guerra entre a França e a Prússia estourou a 19 de julho; desta vez todos os estados alemães estavam unidos com a Prússia, inclusive a Baviera. A guerra terminou com a proclamação do Império Alemão (Segundo Reich). A Luís II foi permitido preservar sua coroa, assim como a outros príncipes alemães, mas agora submetidos ao Rei da Prússia (Kaiser ou Imperador Alemão).

### O primeiro Festival de Bayreuth

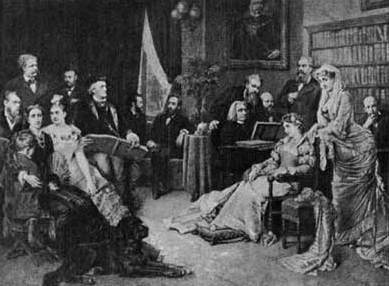
Wagner em Bayreuth, pode-se ver Liszt ao piano; pintura de Georg Papperitz.

Há muito tempo Wagner sonhava com a construção de um teatro que fosse uma meca, um centro de peregrinação para os amantes de sua arte de todo o mundo. Luís II, que tinha paixão pela arquitetura e adorava construir majestosos castelos e suntuosos palácios, apoiava Wagner nesse projeto. Mas as finanças do reino estavam combalidas pela guerra, e havia forte oposição política a mais esse projeto nababesco. Houve, portanto, dificuldades de financiamento. Wagner recebeu propostas de Londres, Chicago, e até mesmo de Pedro II, imperador do Brasil, que lhe ofereciam ajuda e um local para a construção do teatro, mas no final ele acabou escolhendo Bayreuth. Vários motivos o levaram a fazer essa escolha. A cidade ficava na Baviera, mas próxima à fronteira norte, ocupando uma posição geográfica próxima ao centro do território alemão. Não havia lá nenhuma temporada teatral regular, nenhum spa ou centro turístico por perto; ou seja, nada para desviar a atenção ou concorrer com o seu festival. E as autoridades certamente apoiariam um projeto que traria novo comércio e daria nova vida ao local. O único defeito da cidade — mas isso Wagner só descobriria mais tarde — era ser demasiado chuvosa.
Wagner bolou um sistema de financiamento em que ricos patrocinadores do mundo inteiro comprariam Patronatscheine, cédulas de patrocínio que dariam direito a poltronas durante o festival. Houve poucas vendas, e o esquema falhou. O projeto se arrastou por vários anos até que Luís II, juntamente com a Duquesa Helena da Rússia, o sultão otomano e o Quediva do Egito vieram em socorro de Wagner.
A 21 de novembro de 1874 Wagner colocou a dupla barra final na partitura de Götterdämmerung. A composição do Anel estava finalmente terminada.
A 13 de agosto de 1876 teve início o primeiro Festival de Bayreuth. Uma verdadeira galáxia de celebridades do mundo inteiro se deslocou para Bayreuth para assistir ao evento. Entre eles, podemos citar: Guilherme I, Imperador da Alemanha; Pedro II, Imperador do Brasil; Luís II, Rei da Baviera; Friedrich Nietzsche e sua irmã Elizabeth; entre os compositores: Franz Liszt, Camille Saint-Saëns, Anton Bruckner e Piotr Ilitch Tchaikovski.

### Morte em Veneza

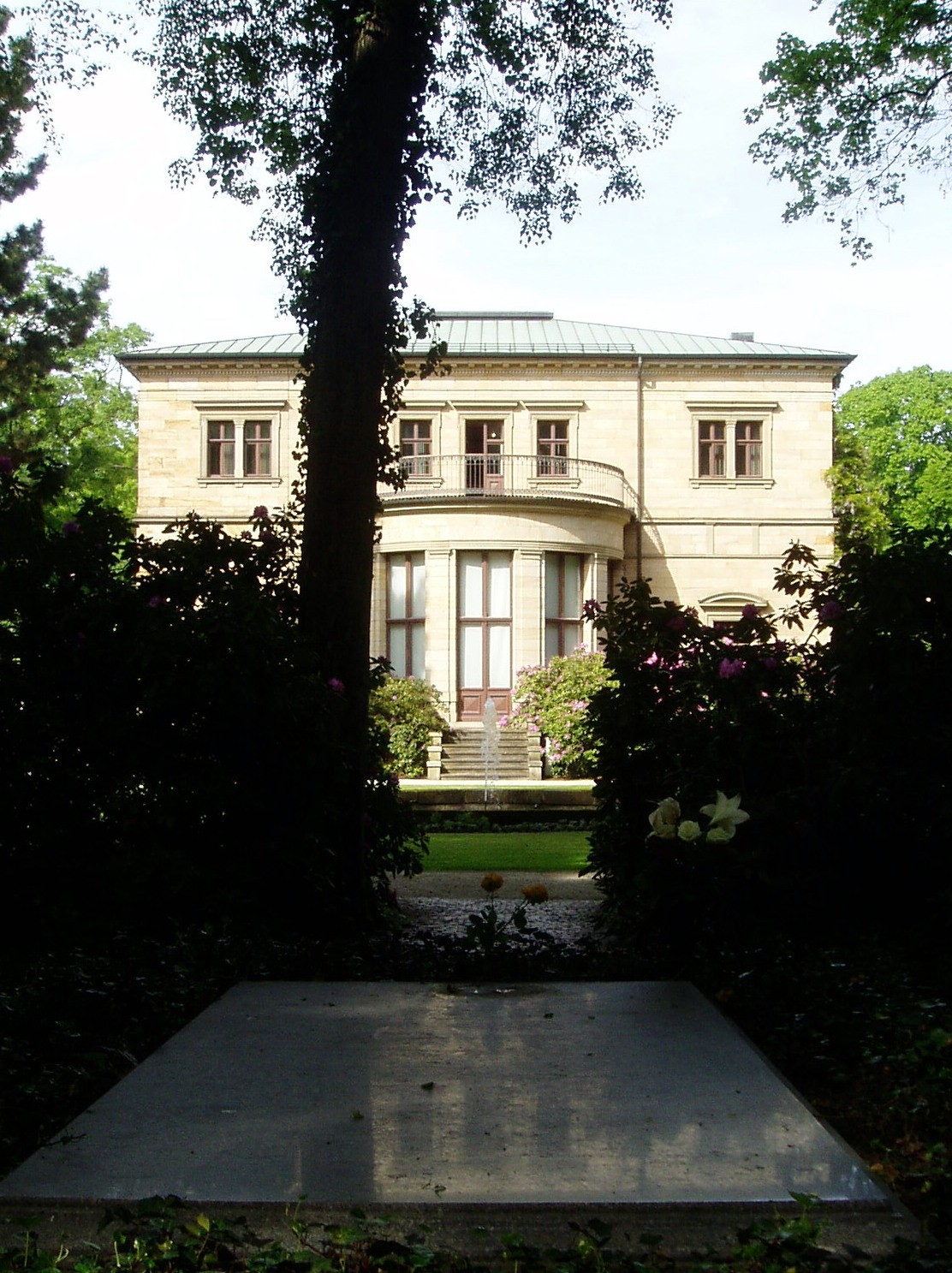
Túmulo de Richard e Cosima Wagner no jardim da residência em Bayreuth.

A composição de Parsifal, a última ópera de Wagner, foi iniciada em Bayreuth em agosto de 1877, e terminada a 13 de janeiro de 1882. Estreou a 30 de julho do mesmo ano. Nessa época ele já desenvolve um problema cardíaco, sofrendo seu primeiro ataque cardíaco.
Nos últimos anos de vida, Wagner adquiriu o hábito de ir passar todos os invernos na Itália, se mudando para Veneza em meados de dezembro e retornando à sua Alemanha natal em fins de março ou no início de abril; ele sempre detestou o frio. Em setembro de 1882 ele deixou Bayreuth pela última vez e foi para Veneza com a mulher e os filhos, e lá se instalou no Palazzo Vendramin, então de propriedade do Duque della Grazia. A família Wagner ocupou uma suíte de dezoito aposentos, que ele decorou magnificamente e mandou borrifar de perfumes delicados. Iam visitá-lo Liszt, o regente judeu Hermann Levi (o primeiro a reger Parsifal), o pianista judeu Joseph Rubinstein (assistente musical de Wagner desde 1872), o pintor judeu Paul Jukovsky — durante toda a sua vida, Wagner sempre teve muitos amigos judeus — o compositor Engelbert Humperdinck. Wagner e Cosima liam seus autores prediletos: Shakespeare, Goethe, Schiller e Calderón de la Barca. Às vezes Wagner tocava ao piano alguma fuga de Bach.
Na última visita que fez a Wagner, a 13 de janeiro de 1883, Liszt tocou uma peça que compôs de improviso, La Gondole Lugubre. A peça figura a procissão de uma gôndola fúnebre pelos canais de Veneza. Parece que Liszt pressentia que esta seria sua última visita. Exatamente um mês mais tarde, em 13 de fevereiro, Wagner morreu subitamente de um ataque cardíaco, nos braços de Cosima e cercado pelos filhos. Seu funeral foi realizado em Bayreuth.
Após a morte de Wagner, a direção do Festival de Bayreuth passou para sua viúva, Cosima. Ela renunciou em 1906, e seu filho Siegfried assumiu a direção. Cosima e Siegfried morreram ambos em 1930, e a direção do festival passou então para a viúva de Siegfried, Winifred Wagner. Winifred era nazista e muito amiga de Adolf Hitler, por isso ao final da guerra ela foi condenada à prisão com sursis e afastada da direção do teatro; assumiram então seus dois filhos, Wieland e Wolfgang. Wieland morreu em 1966, e Wolfgang continuou no cargo até 2008.

## Obra
Inúmeras inovações para a música foram trazidas por Wagner, tanto em termos de composição quanto em termos de orquestração. Wagner expandiu e enriqueceu as possibilidades da orquestra sinfônica, chegando a inventar um novo instrumento, a trompa wagneriana. Uma ideia que aprimorou, já que não foi o primeiro a utilizá-la, consistia em identificar um personagem, um objeto ou uma ideia através de um motivo musical, Leitmotiv (ou motivo condutor). Quando se ouve o tema musical, imediatamente vem à mente o personagem, o objeto ou a ideia que o autor deseja indicar.
Como compositor de óperas, criou um novo estilo, grandioso, cuja influência sobre a música da época e posterior foi forte. Polêmico ao extremo, angariou ao longo da vida inúmeros desafetos.
Além de músico era também poeta e escreveu o libreto de todas as suas óperas, inclusive a tetralogia O Anel do Nibelungo, em que a mitologia germânica recebe uma expressão dramático-musical. Para a encenação deste e doutros espetáculos grandiosos que concebeu, construiu com a ajuda de amigos e do rei Luís II da Baviera o teatro de ópera de Bayreuth.
Wagner se preocupava com todos os detalhes, em todas as fases da criação de uma obra de arte ou drama musical: desde a elaboração literária do texto inicial, sua transformação num poema, composição musical, orquestração, até cada detalhe da encenação. Por exemplo: a primeira ópera de O Anel do Nibelungo, O Ouro do Reno começa com um mergulho naquele rio, onde encontramos as míticas filhas do Reno a nadar alegremente na correnteza. Para criar a impressão de que elas estão realmente nadando, era necessária a criação de máquinas especiais. Wagner supervisionou pessoalmente a criação dessas máquinas, assim como todos os outros detalhes da encenação. Uma outra inovação introduzida por Wagner: em Bayreuth não se vê a orquestra nem o regente, concentrando-se a atenção do público exclusivamente no que se passa sobre o palco. No entanto, alguns criticam esse procedimento, alegando que o som da orquestra sai abafado e perde um pouco da sua potência.
Nesse sentido, pode-se dizer que a obra wagneriana é um Gesamtkunstwerk ou "obra de arte total". Embora o ideal de integração total das artes, teatro, poesia e música, já fosse parte da empreitada operística desde o seu nascimento com Claudio Monteverdi em Florença, raras vezes um criador se envolveu em todas as fases do projeto com o mesmo nível de perseverança que Wagner.
A obra wagneriana suscitou o aparecimento de um novo tipo de cantor, o Heldentenor (literalmente: "tenor heroico"), um tenor de resistência física extraordinária e grande potência vocal, capaz de enfrentar papéis como Siegfried, Tristão e Tannhäuser, em que ele tem que cantar e representar quase ininterruptamente por duas horas e meia ou mais.
Wagner representou para a cultura alemã do século XIX o mesmo que Verdi representou para a cultura italiana: uma espécie de ícone cultural, e aglutinador da identidade nacional quando o país ainda estava em formação.
Abaixo segue um apanhado das obras do compositor.

### Óperas
As óperas são o principal legado artístico de Wagner, podendo ser divididas em três períodos. O primeiro período começou quando o compositor tinha dezanove anos, com seus primeiros esboços de Die Hochzeit (O Casamento), que Wagner abandonou ainda no início, em 1832. As primeiras três óperas terminadas foram Die Feen (As Fadas) (1833-1834), Das Liebesverbot (Amor Proibido) (1835-1836) e Rienzi (ou também: Rienzi, o Último dos Tribunos) (1838-1840). Seu estilo de composição é convencional e ainda não exibiam as inovações que marcaram o compositor na história da música.
O segundo período é considerado como tendo mais qualidade. Ele começa com Der fliegende Holländer (O Holandês Voador; ou Le Vaisseau Fantôme, O Navio Fantasma) (1840-1841), seguido de Tannhäuser (1843-1845) e Lohengrin (1846-1848).
As últimas óperas de Wagner marcam o terceiro período. Alguns críticos opinam que Tristan und Isolde (Tristão e Isolda) (1857-1859) é a maior ópera do compositor. Die Meistersinger von Nürnberg (Os Mestres Cantores de Nurembergue) (1862-1867) é sua única comédia ainda em repertório (a anterior Das Liebesverbot é esquecida) e uma das óperas mais longas ainda sendo apresentadas. Der Ring des Nibelungen (O Anel do Nibelungo) é uma tetralogia de quatro óperas baseadas na mitologia germânica. A obra, que demorou vinte e seis anos a compor, exige cerca de quinze horas para execução integral. É composta por Das Rheingold (O Ouro do Reno) (1853-1854), Die Walküre (A Valquíria) (1854-1856), Siegfried (1856-1857 e 1864-1871) e Götterdämmerung (Crepúsculo dos Deuses) (1869-1874). A ópera final de Wagner, Parsifal (1877-1882), foi escrita especialmente para a abertura do Bayreuth Festspielhaus, sendo baseada na lenda cristã do Santo Graal.
Wagner explorou bastante a mitologia germânica, em especial referências como o Edda em verso, a saga Völsunga e a Canção dos Nibelungos. Através de suas óperas e ensaios, Wagner defendeu uma nova forma de ópera, o "drama musical", em que todos os elementos musicais e dramáticos são fundidos. Diferente de outros compositores de ópera de até então, que geralmente delegavam a tarefa da escrita do libreto, Wagner era responsável pelos seus, os quais eram referidos como "poemas". Wagner também desenvolveu um estilo de composição em que o papel da orquestra é igual ao dos cantores.

### Para orquestra
Wagner havia composto três aberturas logo no começo de sua carreira, a abertura nº 1 em ré menor de 1831, a abertura nº 2 em dó maior de 1832 e König Enzio, abertura em mi menor de 1832. Do mesmo ano, a sinfonia em dó maior é uma das duas compostas por Wagner, a única completada. Estreou em Leipzig no mesmo ano pela orquestra da Gewandhaus, sendo bem recebida. Com essa obra Wagner iniciou sua fama como compositor.
Christopher Columbus (Cristóvão Colombo) foi composta a partir de 1834, enquanto Wagner trabalhava como regente em Magdeburgo. Amigo de Wagner, o poeta e dramatista Guido Theodore Apel o encontrou com a peça "Christopher Columbus", desejando encená-la no teatro em que o compositor trabalhava. Wagner compôs para a obra sob forma de uma abertura. Estreando em 1835, sua primeira execução foi um sucesso. Após se mudar para Paris, a obra também foi executada.
Composta em 1836, Polonia é uma abertura em dó maior. Já Rule, Britannia! é uma canção patriótica britânica adaptada por Thomas Arne no século XVIII. Wagner escreveu uma abertura baseada no tema, terminando em 15 de março de 1837. Em má situação financeira, o compositor a enviou para George Smart, da presidente da Sociedade Filarmônica de Londres em Londres, na esperança de ganhar reputação em terras britânicas.
Eine Faust-Ouvertüre é uma abertura composta em 1840, sob influência da nona sinfonia de Beethoven. Parte do terceiro ato da ópera Götterdämmerung, Trauermusik (Marcha Fúnebre) foi composta em 1844 em virtude da morte de Carl Weber. Seus restos mortais foram transportados numa procissão em 14 de dezembro, ao som da marcha de Wagner. A obra de Weber inspirou a de Wagner, e os dois se conheciam desde a época de condução de Weber em Dresden.
Träume (Sonhos), em lá maior para violino e orquestra, foi composta em 1857 como um estudo para Tristan und Isolde. Já em 1864 foi composta Huldigungsmarsch (Marcha de Tributo), para banda militar em mi maior, em virtude do décimo nono aniversário de Luís II, em 25 de agosto. Os dois já haviam se encontrado em 4 de maio, quando Wagner foi convidado à corte de Luís a pedido do próprio. O compositor, que fugia constantemente por dívidas, havia tido todas as dívidas pessoais assumidas pelo rei.
Com dezoito minutos, Siegfried Idyll foi composta em 1870 foi tocada para o aniversário de Cosima no final do ano seguinte. Entretanto, foi lançada somente oito anos após devido às dívidas de Wagner. Kaisermarsch (Marcha ao Cáiser) foi terminada no início de 1871. Apesar de ter sido composta originalmente para banda militar, foi posteriormente modificada para orquestra com um coral no fim.
Em certa altura de sua vida, as óperas de Wagner já o haviam garantido reconhecimento internacional. Para a celebração do centenário da Declaração da Independência dos Estados Unidos da América, Wagner foi contratado para compor uma marcha para a ocasião. Completada em fevereiro de 1876, a obra ficou conhecida como American Centennial March (Marcha Centenária Americana), em sol maior.

### Para coral

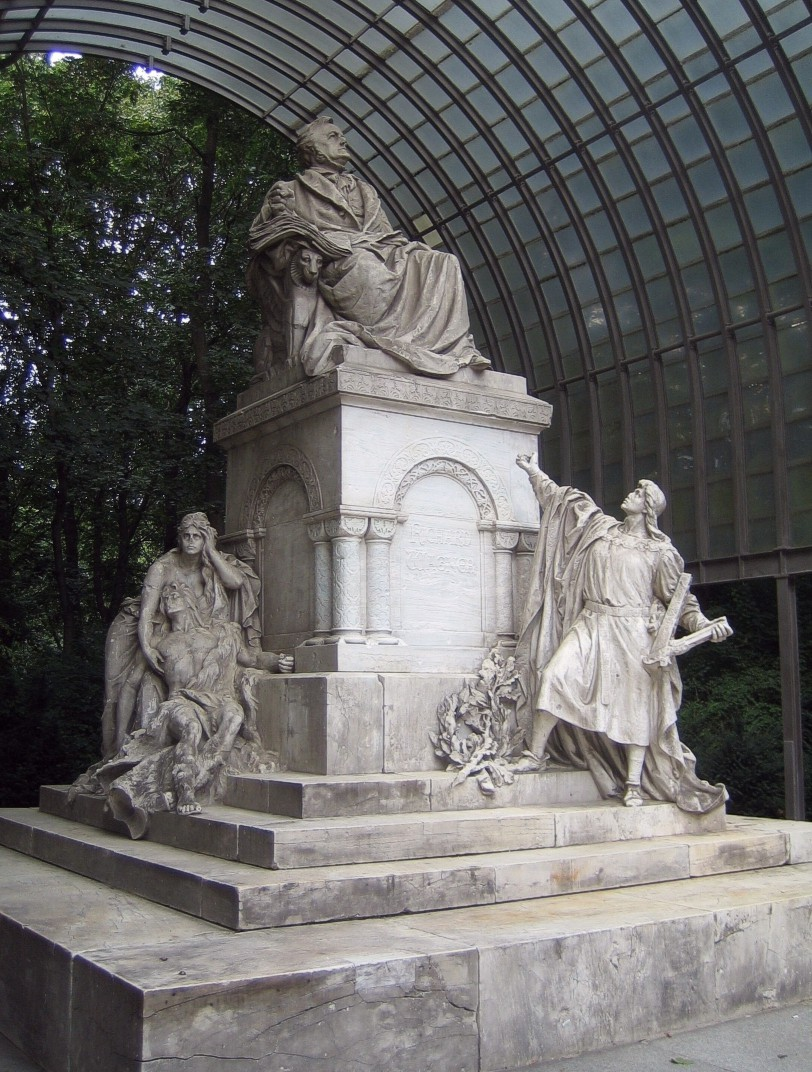
Memorial a Wagner em Berlin, escultura por Gustav Eberlein (1903). Na base à esquerda, as personagens Brünnhild e Siegfried; à direita, o poeta Wolfram von Eschenbach.

- Weihegruss (1843)
- Das Liebesmahl der Apostel (1843)
- An Webers Grabe (1844)
- Kinder-Katechismus (1873)

### Para piano
- Sonata em si bemol (1831)
- Lied ohne Worte (1840)
- Sonata em lá bemol (1853)
- Albumblätter em lá bemol e dó (1861)

### Canções
- "Der Tannenbaum" (1838)
- "Les deux grenadiers" (1839-40)
- "Les adieux de Marie Stuart" (1840)
- "5 Gedichte von Mathilde Wesendonck" (1857-58)

### Livros e ensaios
Wagner foi também um escritor, autor de diversos livros, poemas e ensaios em sua vida. Atualmente é divulgada também sua correspondência. Seus textos cobrem uma variedade de tópicos, incluindo política, filosofia e análises detalhadas de suas próprias óperas.
Em 1849, ele terminou o livro Das Kunstwerk der Zukunft (O Trabalho Artístico do Futuro) e publicou o ensaio Die Kunst und die Revolution (A Arte e a Revolução). No ano seguinte foi lançado o polêmico ensaio Das Judentum in der Musik (O Judaísmo na Música), atacando a influência de judeus na cultura alemã, direcionado contra compositores judeus de forma geral, e Giacomo Meyerbeer em particular.
Sobre ópera especificamente, foram escritas as obras Oper und Drama (Ópera e Drama), um livro sobre a teoria da ópera de 1850-1851 em que o compositor define a ópera como uma globalidade, e não somente música e teatro, e Die Deutsche Oper (A Ópera Alemã), um ensaio de 1851.
Sua autobiografia foi Mein Leben (Minha Vida) um artigo de 1865-1880. O ensaio Über Das Dirigiren (Sobre a Regência) foi lançado em 1869, e trata sobre teoria e prática de regência. Nele Wagner, propôs que a regência era uma forma de reinterpretação do trabalho musical, ao invés de um simples mecanismo de sincronia da orquestra. Já Religion and Art (Religião e Arte) é um escrito de 1880.

## Controvérsias
Richard Wagner escreveu alguns ensaios antissemitas e por essa razão, e pelo aspecto nacionalista de sua obra, sua imagem foi empanada no século XX pelo fato do nazismo tê-lo tomado como exemplo da superioridade da música e do intelecto alemães, contrapondo-o a músicos também românticos como Mendelssohn, que era judeu. O ensaio mais polêmico foi Das Judentum in der Musik, publicado em 1850, no qual ele atacava a influência de judeus na cultura alemã em geral e na música em particular. Nesta obra descreve os judeus como: "ex-canibais, agora treinados para ser agentes de negócios da sociedade". Segundo Wagner, os judeus corromperam a língua do país onde vivem há gerações.  A sua natureza, continua Wagner, torna-os incapazes de penetrar a essência das coisas. A crítica era dirigida particularmente aos compositores judeus Giacomo Meyerbeer e Felix Mendelssohn, que eram seus rivais. Wagner insistia em defender que os judeus que viviam na Alemanha deveriam abandonar a prática do judaísmo e se integrar totalmente à cultura alemã. Apesar de, por essas razões, ser geralmente tachado de antissemita, Wagner sempre teve amigos e colaboradores judeus durante sua vida inteira.

### Exegeses das óperas

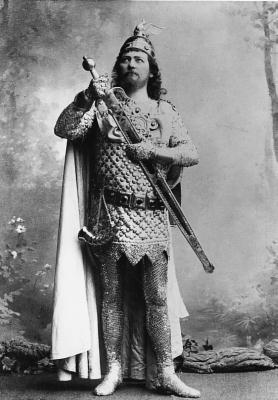
Hermann Winkelmann como Lohengrin, 1895.

Há algumas exegeses controversas sobre óperas de Wagner, como Parsifal e Die Meistersinger von Nürnberg, segundo as quais algumas personagens seriam caricaturas antissemitas — muito embora não haja referência explícita aos judeus em nenhuma ópera de Wagner, nem menções sobre o judaísmo em seus textos a respeito de suas próprias óperas. Segundo esta interpretação, Mime e Alberich em "O Anel do Niebelungo" e Kundry e Klingsor em Parsifal, são caricaturas antissemitas. Mime diz "Eu tenho o maior cuidado para esconder hipocritamente os meus pensamentos íntimos". A figura de Mime, o seu próprio nome (mime, mimetos significa "imitação" em grego), deveriam sugerir a ideia de que os judeus só são capazes de imitar e que corrompem a linguagem. Albericht sonha com o poder. Ambos perecem miseravelmente.
Contudo, os exegetas que viveram antes da Segunda Guerra Mundial — notadamente Max Heindel, em sua obra literária "Os Mistérios das Grandes Óperas" — fazem outra análise, sem qualquer referência ao antissemitismo. Segundo eles, a maior parte das óperas de Wagner, mais notadamente Parsifal, Lohengrin e Tannhäuser, são parábolas para ilustrar alguns mistérios do Cristianismo sob a óptica esotérica, sem relação alguma com ideias antissemitas. Em Parsifal, por exemplo, Klingsor e seu jardim mágico representariam as naturezas inferiores do ser humano, contra o qual Perceval, o protagonista "inocente casto", deveria lutar. Kundry seria o símbolo do corpo físico, que ora serve aos ideais superiores do Graal, ora serve ao mal (Klingsor). A passagem em que Perceval cai em tentação, beija Kundry e depois sente as feridas causadas em Amfortas por Klingsor representaria o homem quando adquire a virtude em detrimento da inocência, que só pode ser alcançada quando o homem vence a tentação e passa a discernir o bem do mal. Existe uma certa relação entre as óperas desse compositor. Lohengrin, da ópera Lohengrin, é filho de Perceval, da ópera Parsifal. Lohengrin era um dos cavaleiros de Parsifal. O Anel do Niebelungo, embora sua ação não seja ligada ao Cristianismo, é interpretado por esses autores como uma ilustração do desenvolvimento anterior, presente e futuro da humanidade, usando elementos da mitologia nórdica, traçando vários paralelos com livros da Bíblia como o Gênesis (equivalente à ópera O Ouro do Reno) e o Apocalipse (equivalente à ópera O Crepúsculo dos Deuses).

## Influência e legado

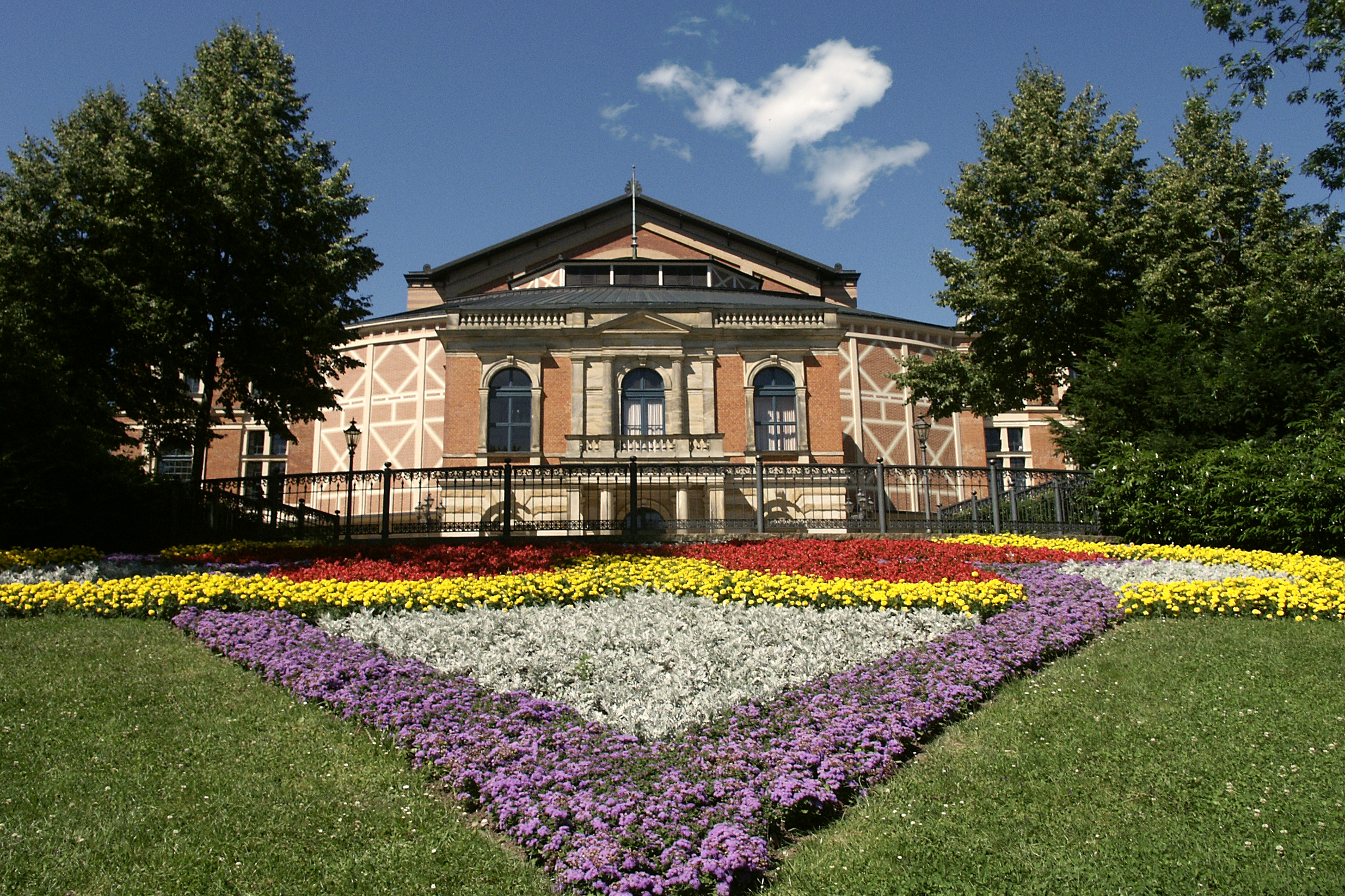
O teatro de ópera de Bayreuth em 2006.

Wagner contribuiu significativamente para a arte e a cultura. Durante sua vida, o compositor inspirou devoção entre seus seguidores, gerando também um grupo de opositores. Entre os seguidores estão Anton Bruckner e Hugo Wolf, além de César Franck, Henri Duparc, Ernest Chausson, Jules Massenet, Alexander von Zemlinsky, Hans Pfitzner, entre outros. Gustav Mahler chegou a citar que "…existiu somente Beethoven e Wagner". A revolução harmônica do século XX de Claude Debussy e Arnold Schoenberg (Modernismo tonal e atonal, respectivamente) já foram associadas a Tristan.
O compositor também contribuiu para os princípios e a prática da regência. Seu ensaio Über Das Dirigiren (1869) evoluiu o trabalho de Hector Berlioz e propôs que a regência era uma forma de reinterpretação do trabalho musical, ao invés de um simples mecanismo de sincronia da orquestra. A tradição da regência que seguiu as ideias de Wagner incluiu artistas como Hans von Bulow, Arthur Nikisch, Wilhelm Furtwängler e Herbert von Karajan. Na área de óperas, Wagner realizou significativas mudanças nas condições de apresentação. Ele foi o primeiro a idealizar a diminuição das luzes do palco durante cenas dramáticas, e foi em seu teatro de ópera de Bayreuth onde se fez o uso da orquestra rebaixada pela primeira vez.
O compositor influenciou significativamente também a literatura e a filosofia. Friedrich Nietzsche faz parte do seu círculo de contatos durante a década de 1870, e seu primeiro trabalho publicado O Nascimento da Tragédia no Espírito da Música propôs a música wagneriana como o renascimento intuição e intoxicação na cultura europeia em oposição à decadência do racionalismo (usando como referência Dioniso e Apolo). No século XX, W. H. Auden considerou Wagner como talvez um dos maiores gênios, enquanto Thomas Mann e Marcel Proust receberam grande influência, e discutiam o autor em suas novelas. Entretanto, nem toda reação a Wagner foi positiva. Por um tempo, a música da Alemanha foi divida entre os admiradores de Wagner e os de Johannes Brahms; este, com o auxílio do crítico Eduard Hanslick, adotava formas tradicionais e liderava um movimento conservador, contra as inovações de Wagner.
O conceito wagneriano do Leitmotiv teve grande influência em diversas trilhas sonoras do século XX, incluindo exemplos célebres como a música de John Williams para a série de filmes Star Wars. Na música popular, o heavy metal é considerado como tendo influência em diversos compositores, incluindo Wagner. A banda estado-unidense de heavy metal Manowar dedicou a canção "The March" (sétima faixa de Warriors of the World) ao compositor. Já o alemão Klaus Schulze dedicou seu álbum Timewind (1975) à morte de Wagner. Ele também utilizou o apelido Richard Wahnfried em parte de sua discografia.
No cinema, versões adaptadas da Cavalgada das Valquírias foram usadas nos filmes Apocalypse Now, de Francis Ford Coppola, e Il mio nome è Nessuno, de Ennio Morricone. Esse trecho de Die Walküre é frequentemente usado como estereótipo da Grand Ópera. Foi lançado em 1983 um filme sobre a vida do compositor, Wagner.